# Palazzo Sambiase
Il palazzo Sambiase Sanseverino è un palazzo monumentale di Napoli, ubicato in via della Cavallerizza, nel quartiere Chiaia.
L'edificio venne fondato nel XIX secolo dalla famiglia Sambiase; nel XX secolo fu soggetto ad alcune modifiche e superfetazioni. Attualmente è adibito a struttura condominiale.
La facciata ha i tipici caratteri dell'Ottocento; il portale è in pietra lavica con stemma in chiave di volta della famiglia.